# Aero-Difusión

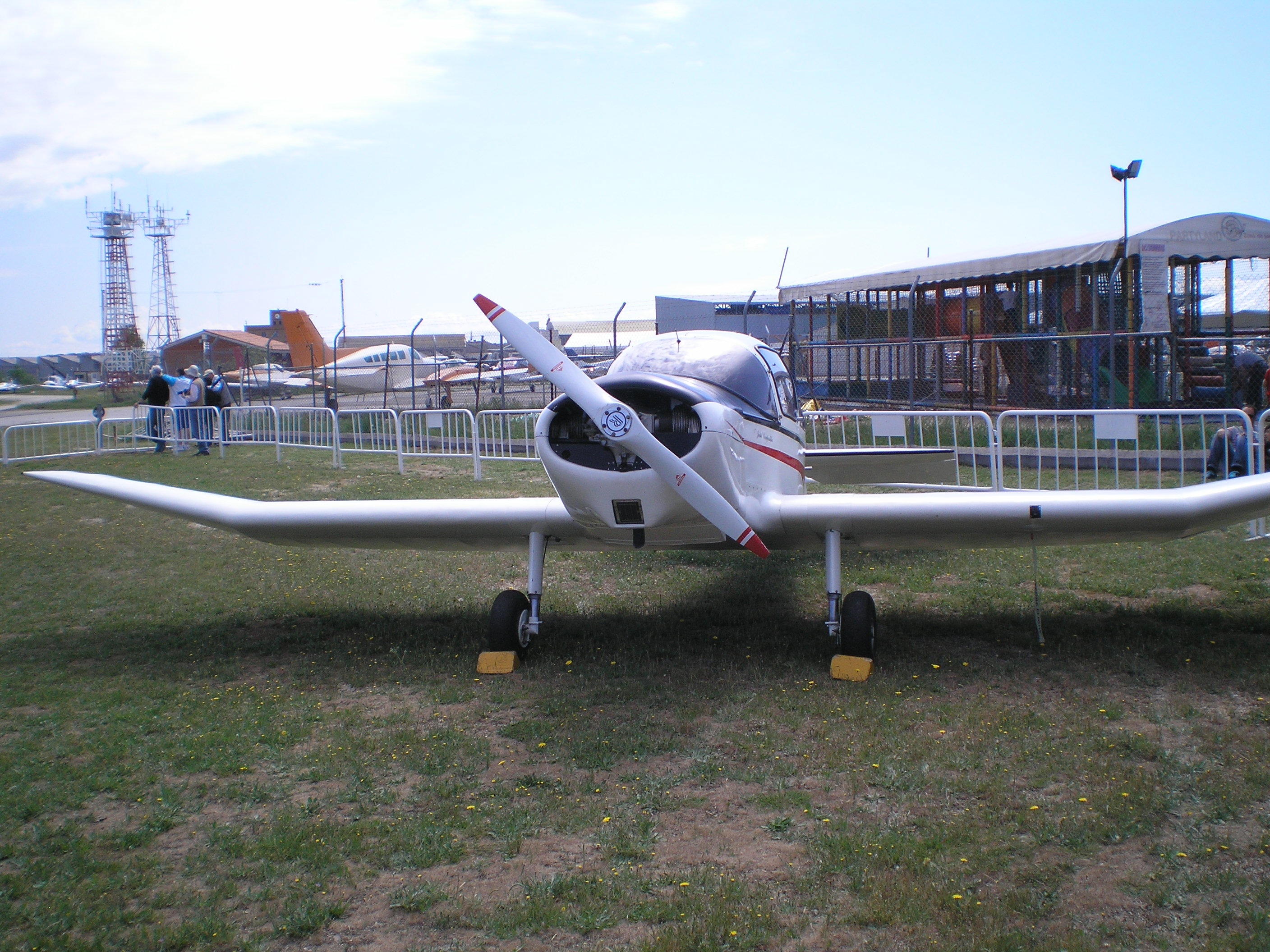
Aero-Difusión D-119S Compostela

Aero-Difusión S.L. war ein spanischer Flugzeughersteller mit Sitz in Santander. Die Aero-Difusión wurde 1954 in Santander gegründet und stellte Leichtflugzeuge in Holzbauweise her. Die Fertigungshallen befanden sich am ersten Flugplatz von Santander (Aeropuerto de La Albericia) im Stadtteil La Albericia der in der Nähe des heutigen Flughafen von Santander lag. 1974 wurde die Fertigung aufgegeben und Aero Difusión S.L. aufgelöst.
Flugzeuge die von Aero-Difusión S.L. unter der Lizenz der französischen Société Avions Jodel produziert wurden:
- Aero-Difusión D11 Compostela
- Aero-Difusión D-112 Popuplane
- Aero-Difusión D-119 Popuplane
- Aero-Difusión D-119S Compostela, 68 Stück gebaut.

Einige Flugzeuge die von Aero Difusión S.L. gebaut wurden, sind heute noch in Betrieb und bei Luftfahrtausstellungen zu sehen.